# Type Enforcement
Unter Type Enforcement versteht man eine Form der Implementierung eines MAC-Systems. Hierbei werden bei der Definition der Zugriffsregeln nicht die zu schützenden Ressourcen selbst, sondern ein Typ, der diesen zugewiesen wurde, angegeben.

## Beispiel
Unter SELinux kann einer Gruppe von Dateien, die geschützt werden soll, ein Typ zugewiesen werden. So kann man zum Beispiel für alle Dateien, die sich im Mail-Spool befinden, den Typ var_mqueue_t zuweisen.
Möchte man nun einem Mailserver erlauben, auf diese Dateien zuzugreifen, so muss man bei den Zugriffsregeln anstelle von Dateinamen nur den Typ var_mqueue_t angeben.

## Implementierungen
SELinux ist eine Erweiterung des Betriebssystems Linux, welches ein Type-Enforcement-System implementiert.